# Egilsay
Die zu Schottlands Orkney gehörende Insel Egilsay liegt etwa 15 km nördlich von Kirkwall und gut einen Kilometer östlich der Insel Rousay zu beiden Inseln besteht eine regelmäßige Fährverbindung. Nördlich liegt die unbewohnte Gezeiteninsel Kili Holm, nordwestlich liegt der Holm of Scockness.
Die sehr flache und 6,5 km² große Insel hat eine Länge (Nord-Süd) von gut vier Kilometern bei einer Breite von zwei Kilometern. Die etwa 26 Einwohner leben in erster Linie von Viehhaltung und Fischerei.
Sehenswürdig ist die Ruine der in der ersten Hälfte des 12. Jahrhunderts erbauten Kirche St. Magnus Church mit ihrem rechteckigen Hauptschiff und dem markanten, fast 20 m hohen Rundturm, dessen aufgehenden Geschosse nur über einen Zugang vom Dachgeschoss des Kirchenschiffes aus zu erreichen waren. Sie ist eine von nur zwei erhaltenen Exemplaren von Rundturmkirchen aus der Wikingerzeit. 1938 wurde hier das Kenotaph errichtet, ein Gedenkmonument an der Stelle der Hinrichtung von Jarl Magnus (St. Magnus) im Jahre 1117 n. Chr. auf Betreiben seines Vetters Jarl Haakon Paulsson.
Etwa 20 % der Insel sind heute Vogelschutzgebiet der R.S.P.B. – Royal Society for Protection of Birds. Das in drei Teilflächen gegliederte Wyre-Reserve dient einzig und allein der Arterhaltung einer bestimmten Art, dem Wachtelkönig (Crex crex). R.S.P.B. behält sich vor, den Zugang zu den Flächen je nach aktueller Situation zu beschränken.

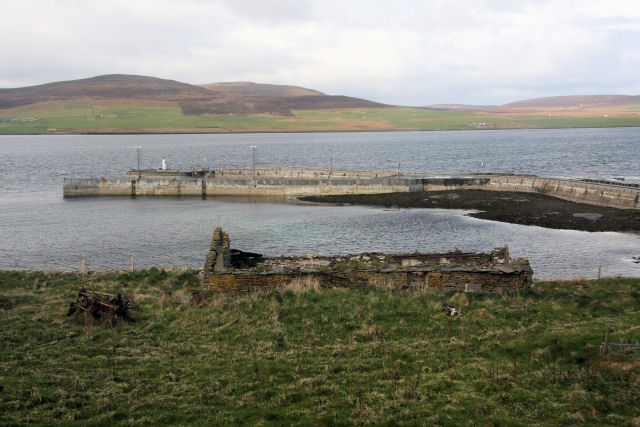
Skaill pier auf Egilsay